# Vincenzo Monaldi (calciatore)
Vincenzo Monaldi (Porto Recanati, 1º novembre 1915 – 15 gennaio 2000) è stato un calciatore e allenatore di calcio italiano, di ruolo difensore.

## Carriera

### Giocatore
Dopo gli esordi in Serie C con l'Ascoli nel campionato 1939-1940, nel 1942 passa al Vicenza senza disputare gare di campionato.
Nel dopoguerra debutta in Serie B con l'Anconitana nel 1946-1947, disputando due campionati cadetti per un totale di 64 presenze.
Dopo un anno in Serie C con la Maceratese, torna all'Anconitana con cui vince il campionato di Serie C 1949-1950.

### Allenatore
Dopo aver guidato il Pro Mogliano nel campionato Serie D 1961-1962, nella stagione 1964-1965 ha allenato la Maceratese in Serie C.
Ha allenato anche in Tunisia l'Olympique du Kef.

## Palmarès

### Giocatore

#### Competizioni nazionali
- Serie C: 1

Anconitana: 1949-1950